# 日月峡站
日月峡站位于中华人民共和国黑龙江省绥化市庆安县，毗邻日月峡国家森林公园和鹤哈高速公路日月峡服务区，是哈伊高速铁路沿线新建车站，车站规模为2台4线，预计2026年10月随哈伊高铁开通而投入使用。

## 历史
2022年9月9日，日月峡站正式动工建设。
2023年8月7日，车站主体结构成功封顶。

## 车站结构

### 站房
日月峡站以“日月同辉，森林木屋”为设计理念，灵感来源于林区民居木屋，与景区自然景观深度融合；外立面模仿木制和石材的纹路，并采用人字坡屋面，象征小兴安岭的山峦起伏；建筑整体造型充分表现出日月峡优美的自然景观和欢迎八方宾客的良好态度。
车站总建筑面积3500平方米，为线侧下式站房，可同时容纳500名旅客候车；整体采用三段式布置方式，布局严谨，并配有先进的服务设施。此外施工方在站房建设过程中，针对工程特点，开展富水软弱塑性土防冻固化课题研究，解决由于冻土消融冻胀引起建筑物不均匀沉降的问题。

### 站场
日月峡站总规模为2台4线，侧式站台2座，正线和到发线各2条，设有1处综合维修车间。
| 西南↑ |      |                                                                 |  |
|       | 侧式 |                                                                 |  |
| 3道   | 2    | 高速场 到发线                                                   |  |
| Ⅰ道   | 无   | （铁力站）高速场 哈伊高速线 下行正线 往伊春西站方向（伊春西站） |  |
| Ⅱ道   | 无   | （铁力站）高速场 哈伊高速线 上行正线 往哈尔滨站方向（伊春西站） |  |
| 4道   | 1    | 高速场 到发线                                                   |  |
|       | 侧式 |                                                                 |  |
| 东北↓ | 站房 |                                                                 |  |